# Apple Mail
Apple Mail é um cliente de e-mail, integrante dos sistemas operativos da Apple Inc.. É usado basicamente para receber e enviar e-mail, além das funções de e-mail, ele é um calendário completo, onde você pode agendar seus compromissos diários, semanais e mensais. 
O Apple Mail traz também um bom gerenciador de contactos, onde você pode além de registar o nome e email dos seus contatos, todas as informações relevantes sobre os mesmos, como endereço, telefones, Ramo de atividade, detalhes sobre emprego, apelido, etc. Oferece também um Gerenciador de tarefas, as quais pode organizar em forma de lista, com todos os detalhes sobre determinada actividade a ser realizada. Utilizado geralmente no sistema operacional Mac OS X.